# 스페셜 솔져 (영화)
《스패셜 솔져》(영어: Search and Destroy)는 2020년 제작된 폴란드의 액션 영화이다.

## 출연

### 주연
- 딜런 부르스 : 존 커터 역
- 세르게이 바드육 : 이고르 로딘 역

### 조연
- 레슬리 그랜담 : 앤더슨 역
- 줄리안 고스토프 : 마커스 쿠퍼 역
- 팀 펠링험 : 핑키 역
- 오웬 데이비스 : 케이스 역